# Шневердинген
Шневердинген (нем. Schneverdingen) — город в Германии, в земле Нижняя Саксония.
Входит в состав района Зольтау-Фаллингбостель. Население составляет 18 837 человек (на 31 декабря 2010 года). Занимает площадь 234,58 км². Официальный код — 03 3 58 019.
Город подразделяется на 10 городских районов.

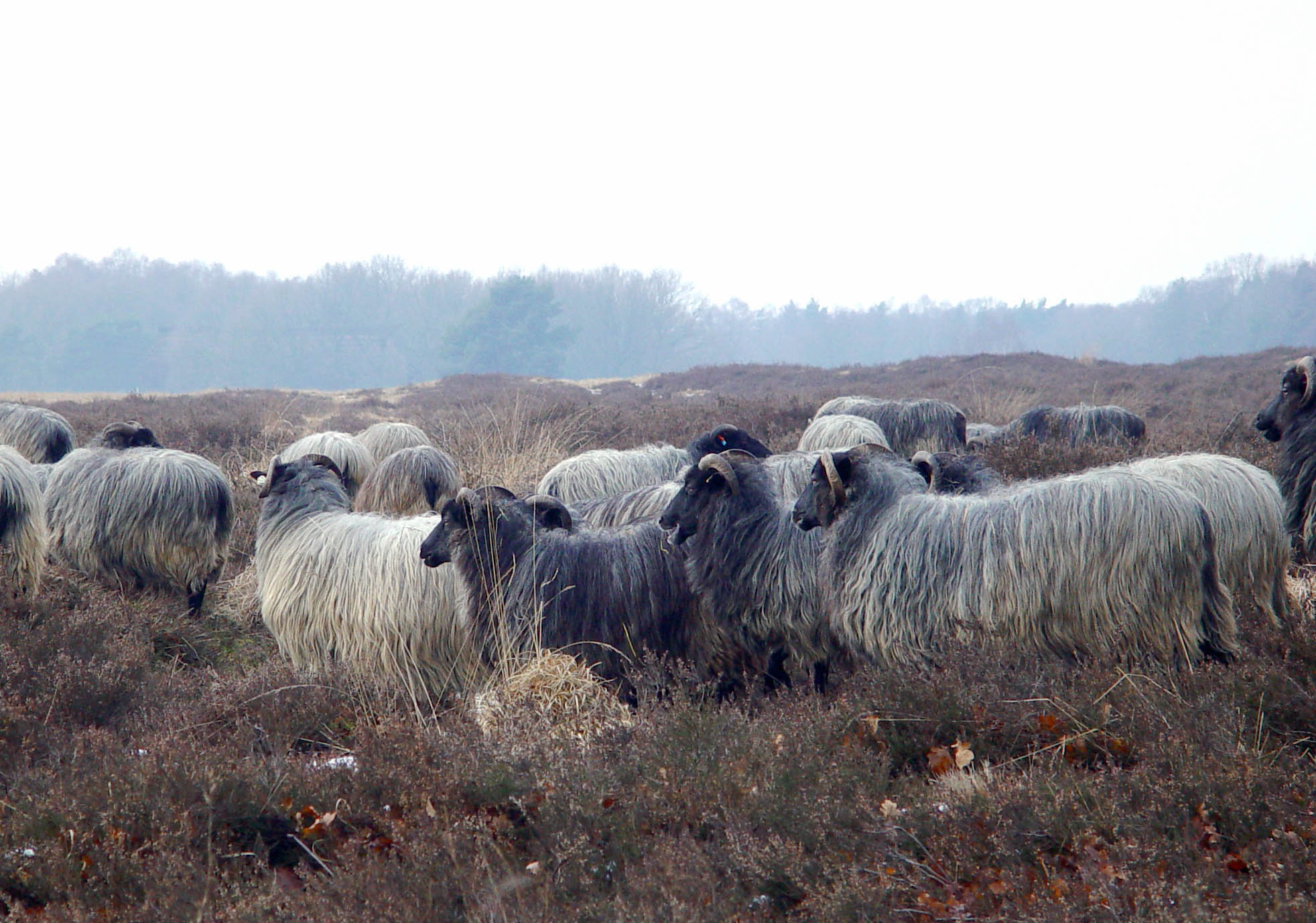
Шневердинген

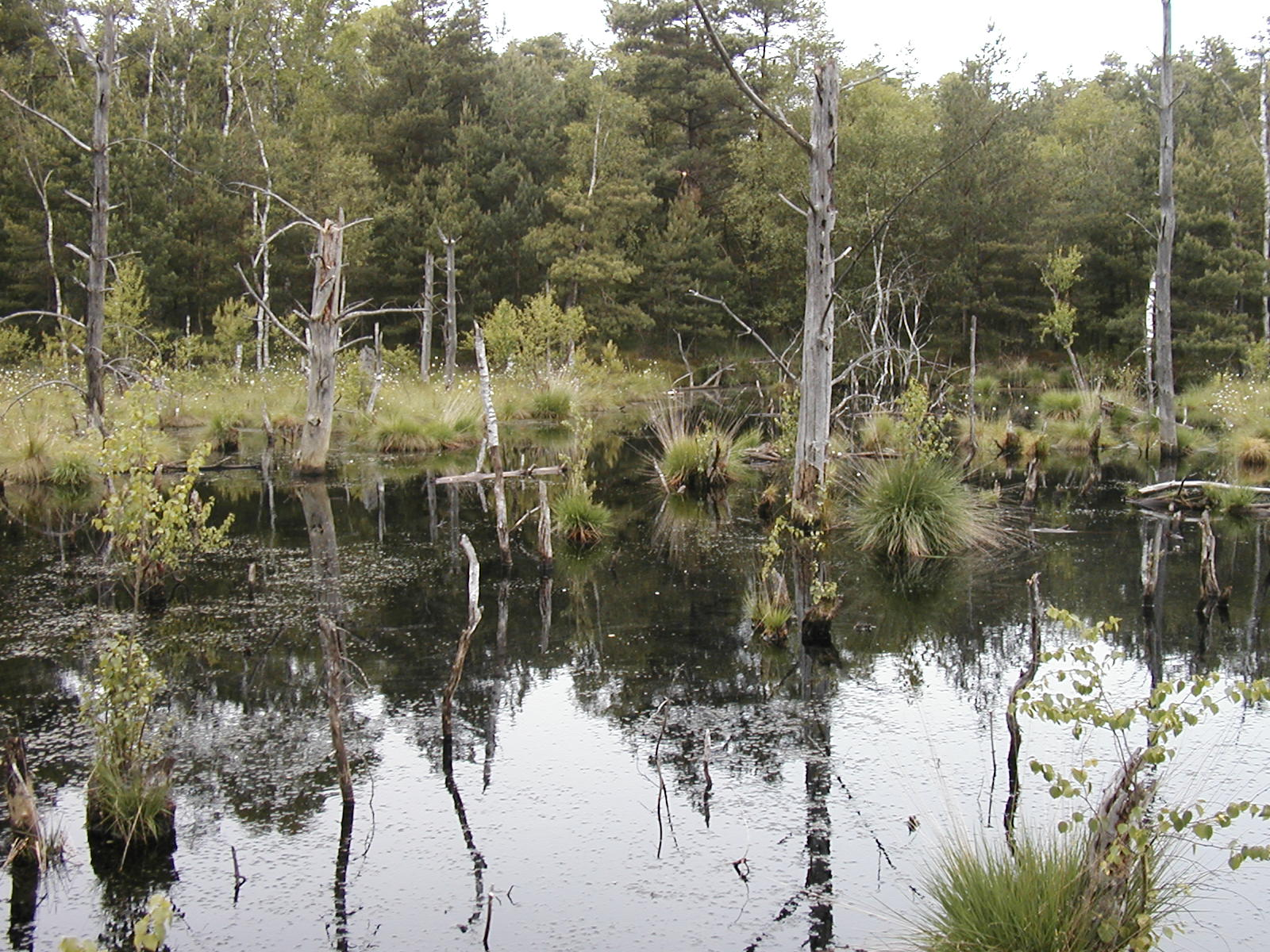
Шневердинген